# Worms-Leiselheim

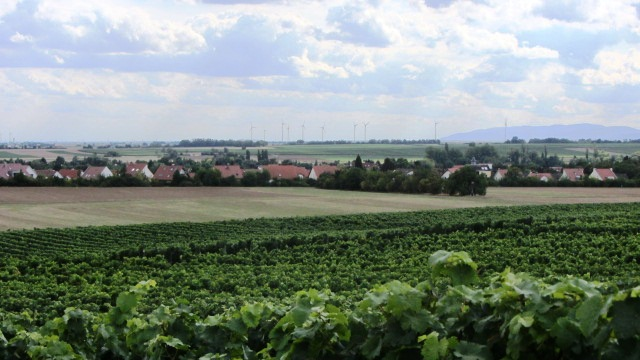
Sicht auf Leiselheim vom Wasserbehälter

Leiselheim ist ein etwa vier Kilometer nordwestlich der Kernstadt liegender Stadtteil der Stadt Worms. Ursprünglich rein landwirtschaftlich geprägt, ist Leiselheim heute hauptsächlich ein stadtnahes Wohngebiet, obwohl bis heute 40 % der Gemarkungsfläche für den Weinbau genutzt werden.

## Geographie
Leiselheim liegt am Nordrand des Pfrimmtals, am Übergang von der Talaue zum fruchtbaren Lössriedel. Das west-ost-gerichtete Straßendorf wurde seit Ende des 19. Jahrhunderts durch mehrere Baugebiete sowohl in die überschwemmungsgefährdete Pfrimmaue wie auch auf den Rand des Riedels erweitert.
Im Osten grenzt Leiselheim – getrennt durch eine 500 m breite Grünzäsur – an Worms-Hochheim. Südlich liegt jenseits der Pfrimmau Worms-Pfiffligheim, westlich in ca. 1 km Entfernung Worms-Pfeddersheim. Der Höhenzug nördlich des Dorfes wird vom Klinikum Worms und den zu Worms-Herrnsheim gehörenden Neubaugebieten beherrscht.
|              | Herrnsheim & Klinikum Worms |          |
| Pfeddersheim |                             | Hochheim |
|              | Pfiffligheim                |          |

## Geschichte
Erstmals erwähnt wurde Leiselheim 1141 in zwei Urkunden des Wormser Bischofs Burchard II. von Ahorn unter dem Namen „Luzilheim“. Die genaue Bedeutung von „Luzil-“ ist unbekannt, eine Ableitung von mittelhochdeutsch „lützel“ (klein) wird angenommen, wobei sich dies sowohl auf die verhältnismäßig kleine Gemarkung als auch auf einen Personennamen „Luizilo“ beziehen kann.
Ursprünglich gehörte Leiselheim dem Domstift Worms, das das Dorf später der Herrschaft Stauf zu Lehen gab. 1388 gingen diese Herrschaftsrechte an die Grafen von Sponheim-Bolanden und 1393 an die Grafen von Nassau-Saarbrücken über. In einem 1427 geschlossenen Vertrag teilten sich das Bistum Worms und die Grafen von Nassau-Saarbrücken die Eigentumsrechte an Leiselheim und acht weiteren Dörfern. Als der nassauisch-saarbrückische Teil 1683 bzw. 1706 an die Kurpfalz kam, gab diese ihre Rechte an das Hochstift Worms weiter, das damit einziger Besitzer von Leiselheim war. 1794 wurde das Dorf im Zuge der Koalitionskriege von französischen Truppen besetzt. 1815/16 wurde Leiselheim dann dem Großherzogtum Hessen zugeordnet.
Am 1. April 1942 wurde Leiselheim gemeinsam mit Herrnsheim, Horchheim und Weinsheim in Worms eingemeindet.

## Einwohnerentwicklung
| Datum | Einwohner |
| ----- | --------- |
| 1925  | 1.451     |
| 1933  | 1.407     |
| 1939  | 1.334     |
| 2012  | 2.019     |

## Politik

### Ortsbeirat
Für den Stadtteil Worms-Leiselheim wurde ein Ortsbezirk gebildet. Dem Ortsbeirat gehören elf Beiratsmitglieder an, den Vorsitz im Ortsbeirat führt der direkt gewählte Ortsvorsteher.
Zum Ortsbeirat siehe die Ergebnisse der Kommunalwahlen in Worms.

### Ortsvorsteher
Als Leiselheim noch zur Kurpfalz gehörte, wurde die Gemeinde von einem Unterfauth verwaltet; im Ort wurden sie auch Bürgermeister genannt. In der Zeit, in der Leiselheim französisches Gebiet war (Napoleonzeit ab 1798), wurde der Maire, also der Bürgermeister, nach französischem Vorbild gewählt und eingesetzt. Dieser Titel blieb den Nachfolgern auch bis zur Eingemeindung am 1. April 1942 erhalten: Ab diesem Datum gab es den Ortsvorsteher mit einem Ortsbeirat, die natürlich auch weniger Befugnisse hatten.
| von  | bis  | Name                   | Partei    | Titel         |
| ---- | ---- | ---------------------- | --------- | ------------- |
| 1945 | 1946 | Friedrich Maria Illert | parteilos | Ortsvorsteher |
| 1946 | 1960 | Berthold Schöler       | SPD       | Ortsvorsteher |
| 1960 | 1970 | Alfred Ross            | SPD       | Ortsvorsteher |
| 1970 | 1982 | Georg Prior            | FWG       | Ortsvorsteher |
| 1982 | 1988 | Dieter F. Engel        | SPD       | Ortsvorsteher |
| 1988 | 2014 | Helmut Müller          | CDU       | Ortsvorsteher |
| 2014 | –    | Johann Nock            | CDU       | Ortsvorsteher |

Bei der Kommunalwahl am 26. Mai 2019 wurde Johann Nock mit einem Stimmenanteil von 59,4 % in seinem Amt bestätigt.  Bei der Kommunalwahl am 9. Juni 2024 setzte er sich mit einem Stimmenanteil von 65,0 % gegen einen Mitbewerber durch.

### Wappen
Blasonierung: In gold ein schwarzer Rost, oben beseitet von zwei schwarzen Sternen.
Der Rost ist das Attribut des Heiligen Laurentius von Rom, dem sowohl die barocke evangelische Kirche wie auch die 1933/34 errichtete katholische Kirche geweiht sind.

## Sehenswürdigkeiten und Kultur
- katholische Laurentiuskirche von 1933/34 im Heimatschutzstil
- Evangelische Kirche Worms-Leiselheim von 1716 (barock)
- Kurpfälzischer Amtshof, 1. Hälfte des 18. Jahrhunderts

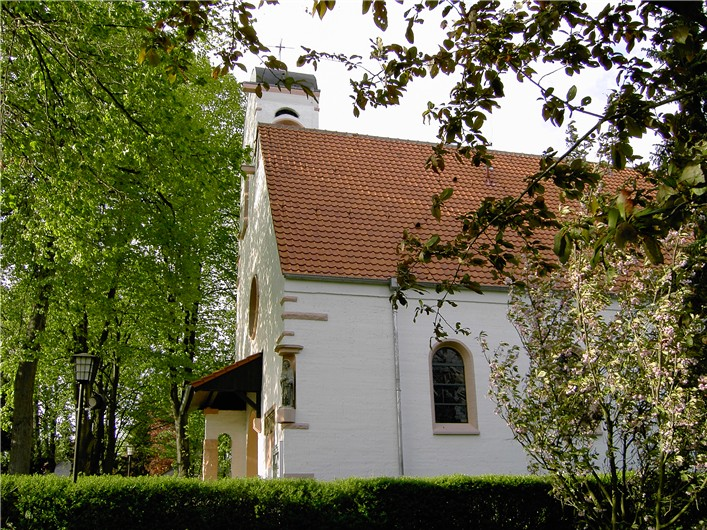
Laurentiuskirche
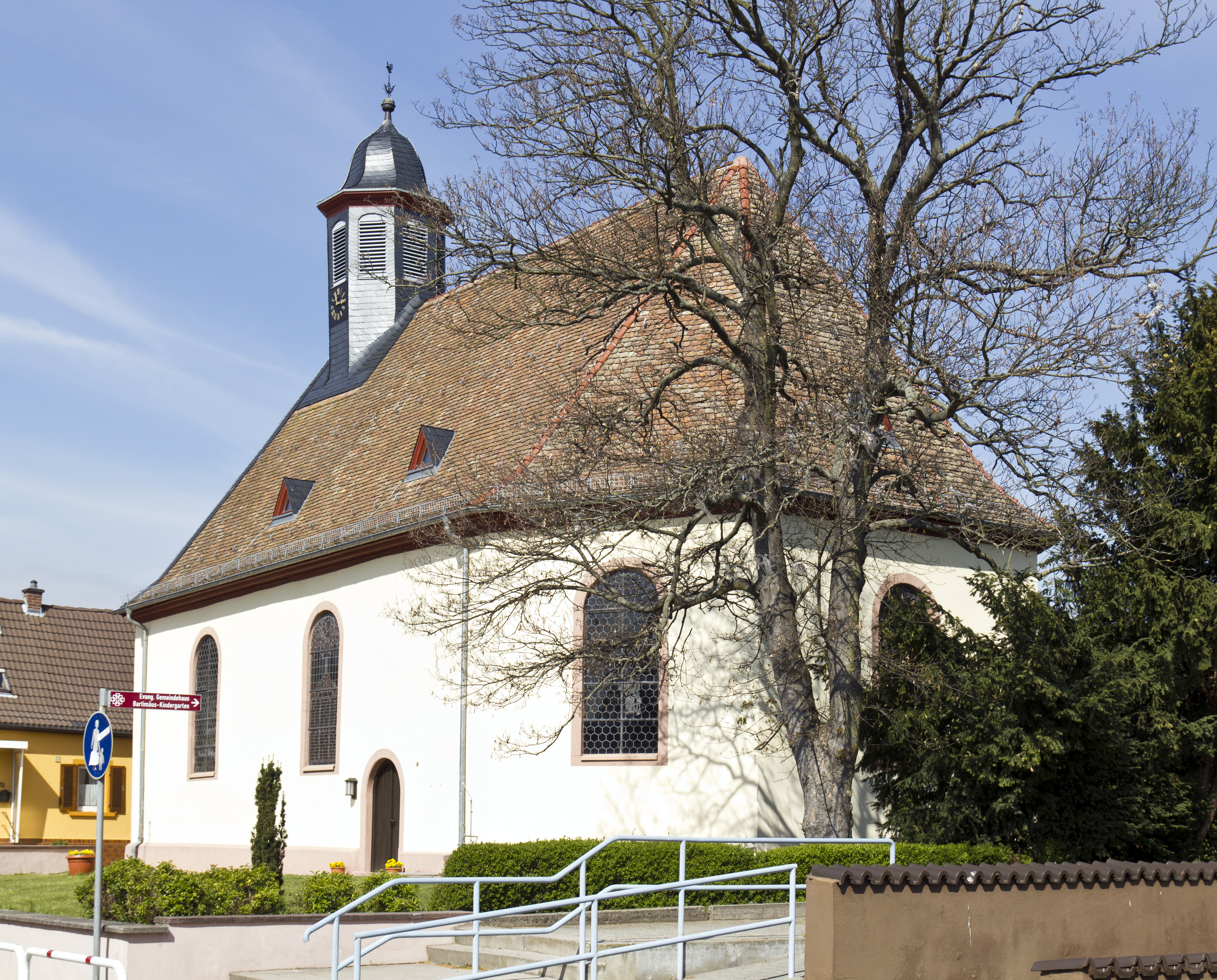
Evangelische Kirche
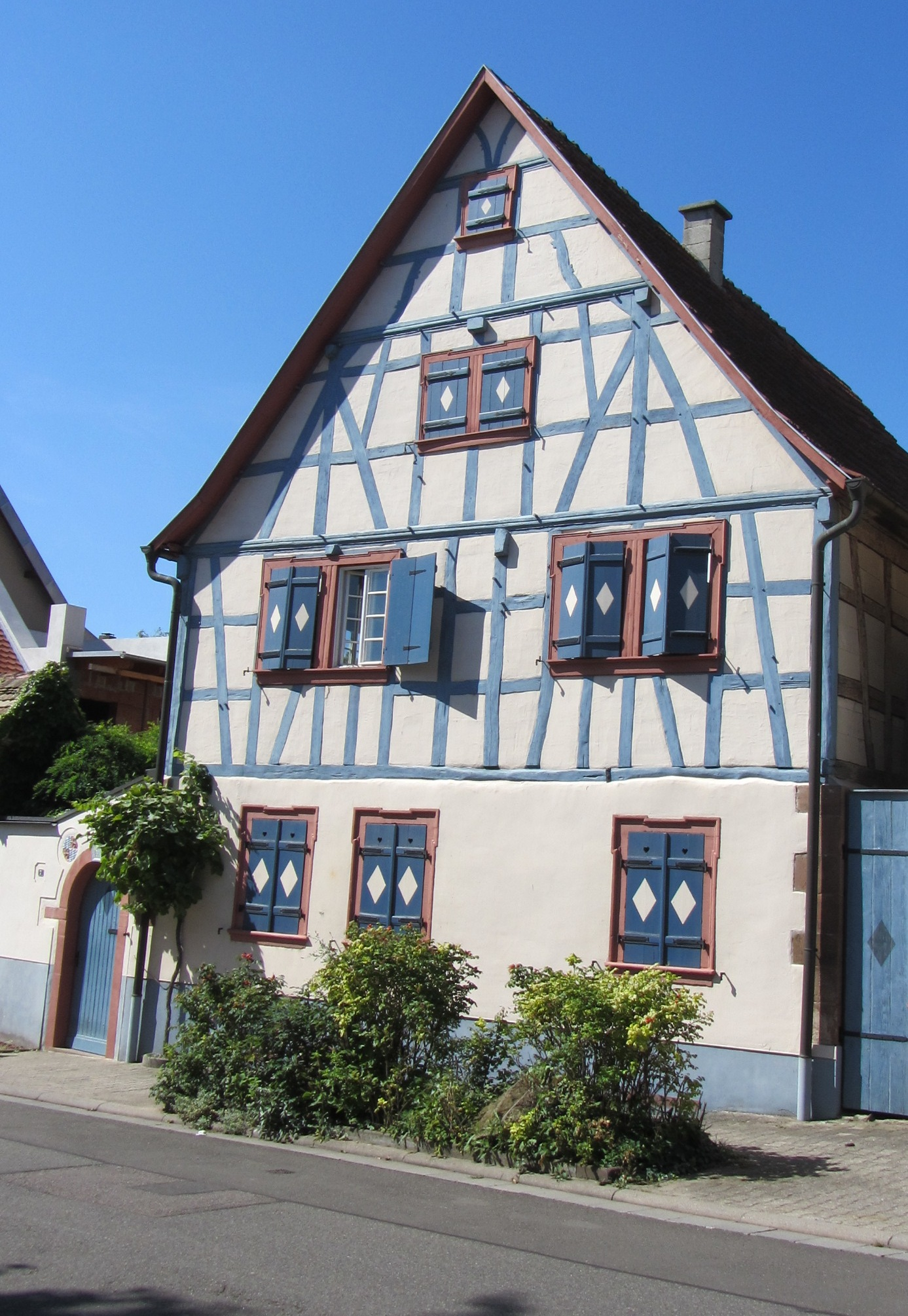
Kurpfälzischer Amtshof
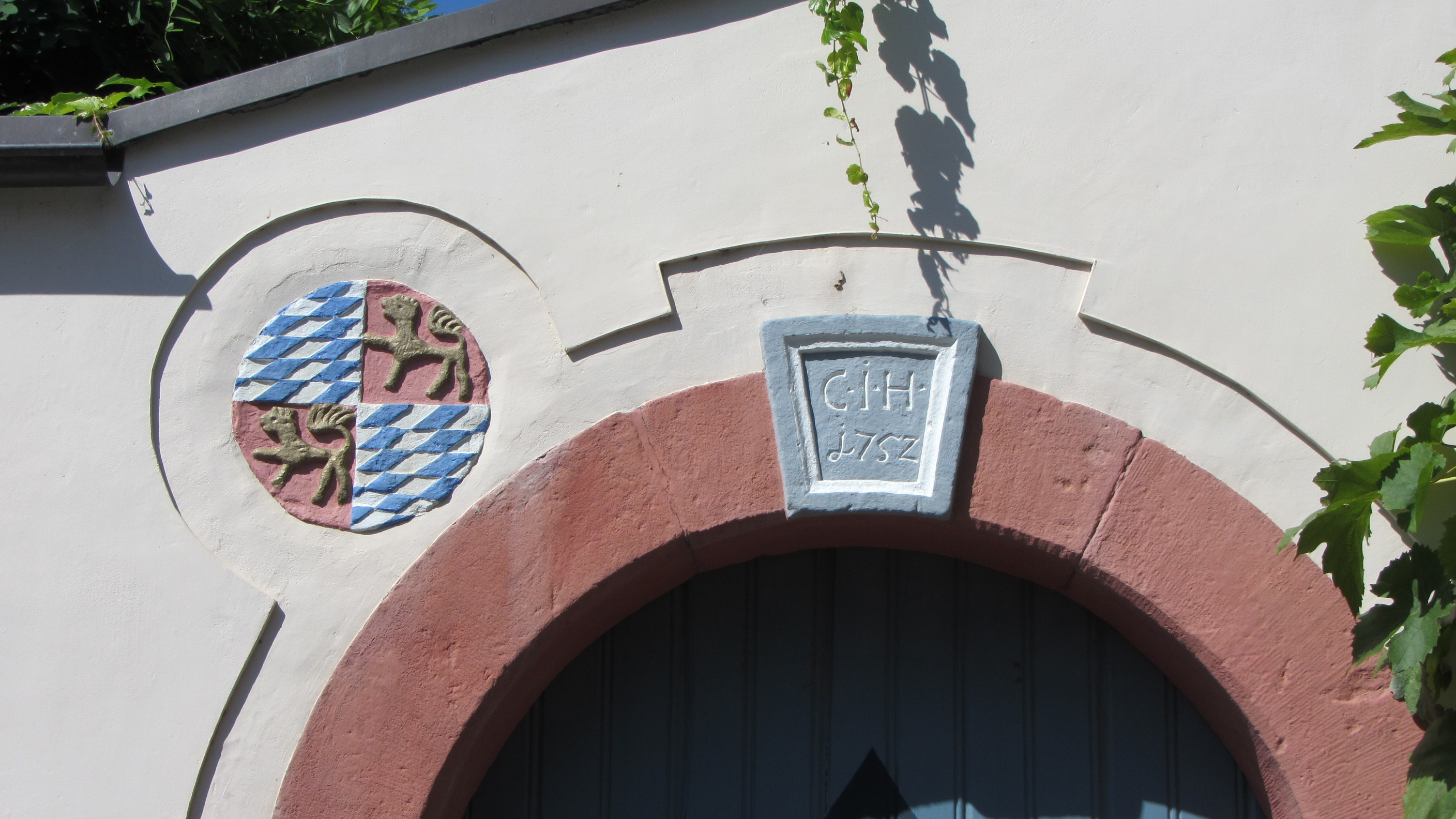
Wappen und Jahreszahl am kurpfälzischen Amtshof
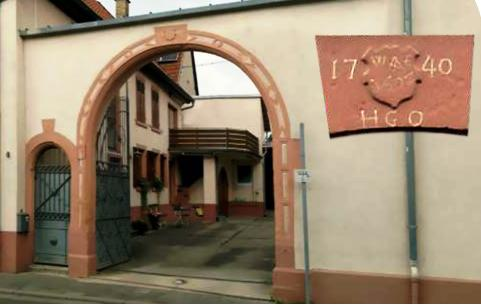
Toreinfahrt mit Jahreszahl-Schlussstein beim ehem. Orbhof
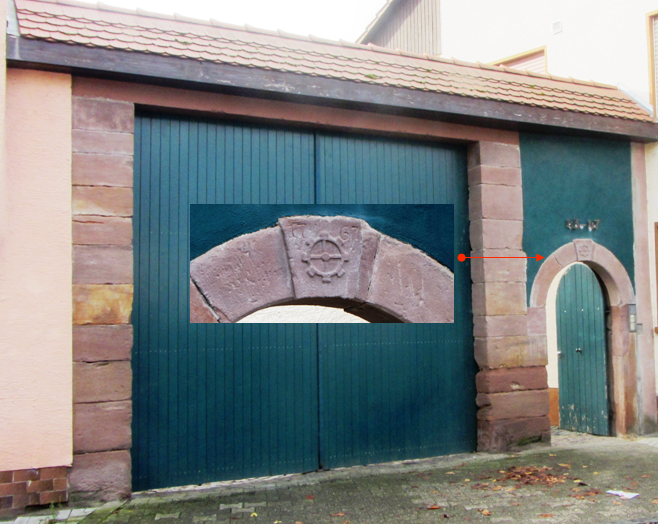
Toranlage mit Manneingang, bezeichnet 1767

## Regelmäßige Veranstaltungen
- Im August findet regelmäßig die Kerb statt.

## Persönlichkeiten
- Heinrich Keimig (1913–1966), Handballspieler